# Юаньмоуська людина

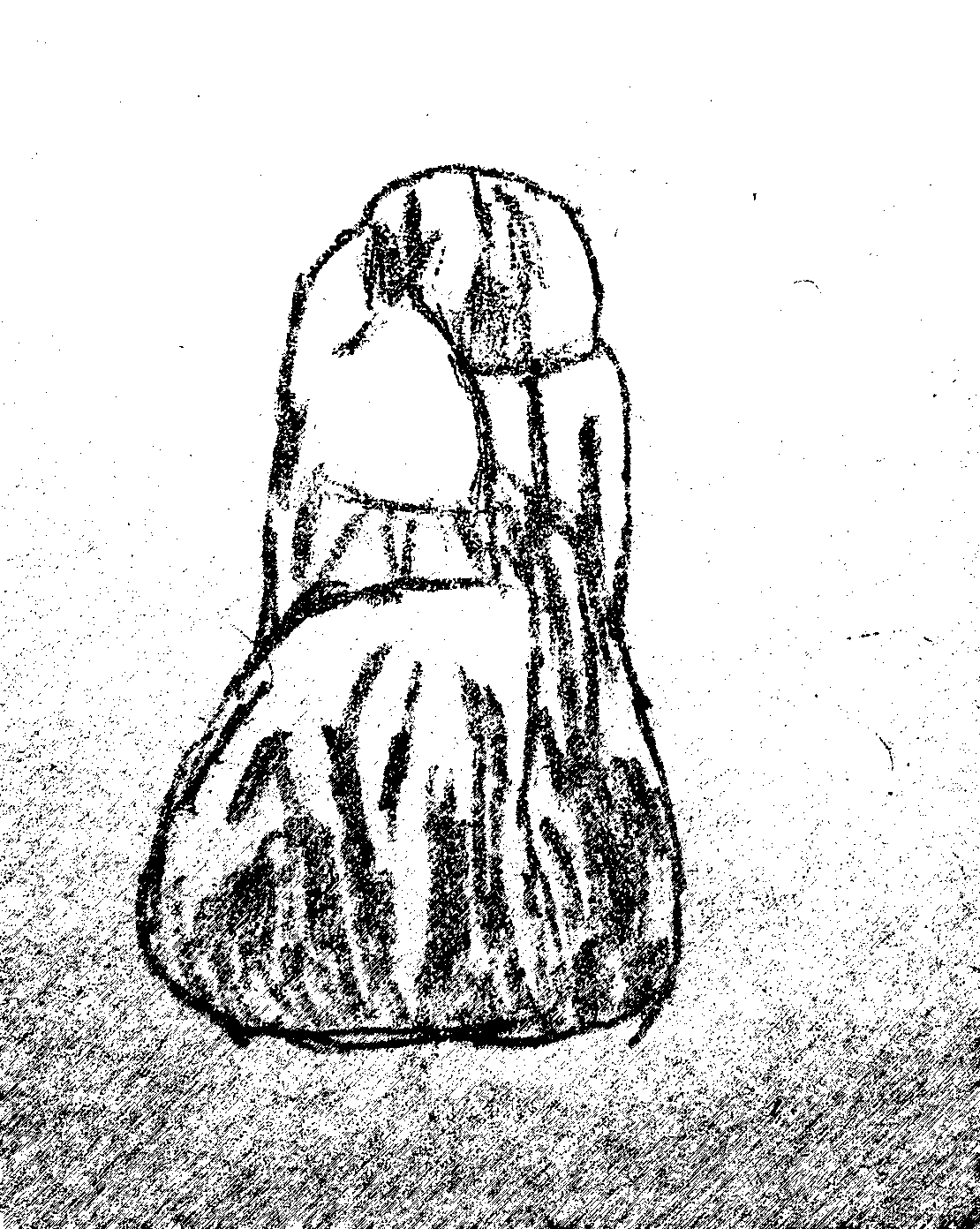
Зуб юаньмоуської людини

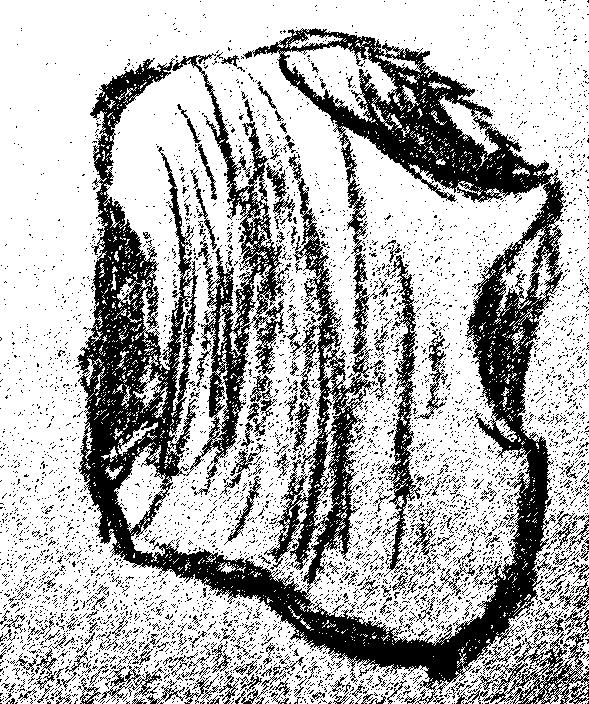
Кам'яний інструмент юаньмоуської людини

Юаньмоуська людина (кит. трад. 元谋 人, спр. 元謀 人, піньїнь Yuanmou REN, Homo erectus yuanmouensis) — відноситься до члена роду Homo, чиї залишки, два різці, були виявлені близько села Дана'у у повіті Юаньмоу — найдавніша знахідка Homo erectus на території Китаю (Юньнань). Вік — 1,7 млн років.

## Історія відкриття
У 1965 р. китайські археологи виявили два передніх зуби синантропа. У 1973 р. в районі першої знахідки було виявлено кам'яні знаряддя. Точне датування решток визначити складно через те, що ґрунти в районі Юаньмоу не містять достатньої кількості ізотопів для достовірного радіометричного аналізу.

## Датування
Датування цієї знахідки було досить спірним, Geoffrey Pope вважав що ця знахідка не є доказом появи гомінідів в Азіх 1 млн років тому. В наші часи до сих пір тривають суперечки щодо віку Yuanmou Fm та Yuanmou Man. Liu et al. (1983) вважав що, вік Yuanmou man був приблизно середнього плейстоцену, не перевищуючи 0.73 Ma BP, і, ймовірно, одночасно існувала з пекінською людиною. Згодом, Qian (1985) провели додаткові дослідження у визначені віку Yuanmou man, але отримали такий самий результат. Ці дослідження поклали початок великим обговоренням, хоча ще зберігаються суперечливі думки щодо умов: осадконакопичення, палеокліматології, зледеніння, та інших аспектів, які могли вплинути на визначення віку homo erectus yuanmouensis.
Згодом вчені прийшли до спільного рішення, що вік yuanmouensis становить 0.5 — 0.6 Ma BP (Середнього плейстоцену)